# المتممات المجرورة
المتممات المجرورة: كل اسم كان اعرابه في حالة الجر.

## الممنوع من الصرف
الممنوع من الصرف (الممنوع من التنوين ). علامات اعراب الممنوع من الصرف هي :

### الضمة
تكون علامة اعراب الممنوع من الصرف هي «الضمّة» في حالة الرفع فقط.

### الفتح
تكون علامة اعراب الممنوع من الصرف هي «الفتحة» في حالتي النصب والجر.

### الكسرة
يُجر الممنوع من الصرف بالكسرة في حالتين هما:
1. إذا وقع مضافاً.
2. إذا عرف بـ (ال).

### الممنوع من الصرف في الأسماء
1/ مختوم بألف وهمزة للتأنيث: 
مثال: حمراء - نجلاء.
2/ مختومان بألف ونون زائدتين: 
مثال: حسان - خلفان.
3/ جمع بعد ألفه حرفان أو ثلاثة:
مثال: مساجد - قصائد.
4/ صفة على وزن أفعل:
مثال: أحمر- أحسن.
5/ عَلَم مؤنث: 
مثال : عائشة - مكة.
6/ عَلَم أعجمي: 
مثال : إبراهيم - إسحاق.
7/ عَلَم يشبه الفعل: 
مثال: ينبع - يزيد.
8/ عَلَم على وزن (فُعل): 
مثال : عُمر- زُحل.